# Maurice Gaudefroy-Demombynes
Maurice Gaudefroy-Demombynes (1862-1957) (Renancourt-lès-Amiens, 15 de dezembro de 1862 - Hautot-sur-Seine, 12 de agosto de 1957) foi um biblióflo, filólogo, erudito, arabista, e especialista em assuntos islâmicos e sobre a história da religião.  Seu trabalho mais famoso são estudos históricos e religiosos a respeito da peregrinação à Meca, onde também trata sobre as instituições muçulmanas.  Ele também traduziu para o francês um edição com anotações onde relata as viagens de um escritor e explorador árabe chamado ibne Jubair (1145-1217). Uma obra fundamental e importante foi igualmente seu livro escrito posteriormente sobre os autores árabes e relativo à Síria à época dos mamelucos. Gaudefroy-Demombynes deu aulas no Instituto Nacional de Línguas Orientais Vivas (atual Instituto Nacional de Idiomas e Civilizações Orientais.).
Maurice Gaudefroy-Demombynes teve dois filhos: Jean Gaudefroy-Demombynes (1898-1984), historiador e professor universitário e Roger Gaudefroy-Demombynes (1900-1992), professor da Universidade de Paris.

## Obras
- Ibn Khaldoun : Os Reis de Granada (tradução). Paris 1898
- As cerimônias do casamento na Argélia. Paris 1900
- A peregrinação à Meca. Estudo de história religiosa. Paris 1923 (Anais do Museu Guimet: Biblioteca de Estudos; 33)
- As Instituições Muçulmanas. Paris 1921
- Maomé. O homem e sua doutrina. Paris 1957 (Reeditada em Paris em 1969)
- (Em colaboração com S.F. Platonov[3]) O mundo muçulmano e bizantino até as cruzadas. Paris, E. de Boccard, 1931 (História do Mundo 7,1)
- (Em colaboração com Louis Mercier[4]) Manual de árabe marroquino. Gramática e Diálogos. Nova edição revista e aumentada por Louis Mercier. Paris, Sociedade de edições geográficas, marítimas e coloniais, 1925
- A Síria na época dos mamelucos segundo os autores árabes: descrição geográfica, econômica e administrativa precedia por uma introdução sobre a organização governamental / Maurice Gaudefroy-Demombynes. Paris, Geuthner 1923 (Alto Comissariado da República Francesa na Síria e no Líbano: Biblioteca Arqueológica e Histórica, Vol III.)
- Masālik el abṣār fi ... / 1 / A África com exceção do Egito / Abu-'l-ʿAbbās Aḥmad Ibn-Yaḥyā Šihāb-ad-Dīn Ibn-Faḍlallāh al-ʿUmarī. Paris 1927.
- Masālik el abṣār fi mamālik el amṣār / Abu-'l-ʿAbbās Aḥmad Ibn-Yaḥyā Šihāb-ad-Dīn Ibn-Faḍlallāh al-ʿUmarī. Paris 1927.
- Viagens. Primeira edição, quatro volumes. Paris, Biblioteca Orientalista Geuthner, 1949, 1951, 1953–1956 et 1965 (Documentos relativos à História das Cruzadas publicadas pela Academia de Inscrições e de Letras. Vol I–III, mais um Atlas).
- Viagens / P. 4 / Tabelas / Muḥammad Ibn-Aḥmad Ibn-Ǧubair. 1965
- Viagens; P. 3 / Muḥammad Ibn-Aḥmad Ibn-Ǧubair. 1953–1956
- Viagens; P. 2 / Muḥammad Ibn-Aḥmad Ibn-Ǧubair. 1951
- Viagens ; P. 1 / Muḥammad Ibn-Aḥmad Ibn-Ǧubair. 1949
- Gramática de árabe clássico: (morfologia e sintaxe) / Régis Blachère. - 3. ed., revista e revisada (nova tiragem). - Paris: Maisonneuve & Larose, 1952
- As cento e uma noites. Traduzida do árabe. Paris: Livraria Oriental e Americana E. Guilmoto, s.d. Traduzido com notas detalhadas a partir de um manuscrito moderno norte-africano com as variantes de outras três notas.
- Documentos sobre as línguas do Oubangui-Chari, Paris, 1907. Compreende (pp. 107–122) uma lista comparativa com 200 palavras dos idiomas Bua, Niellim, Fanian e Tunia, com uma breve gramática e algumas frases coletadas por Decorse.